# Alfabet osage
L'alfabet osage és un nou alfabet creat el 2006 per a la llengua osage. A diferència de les anteriors ortografies per l'osage, que emprava l'alfabet llatí, la nova escriptura osage té diferents formes de lletres, tot i que la derivació del llatí és evident. És usat al lloc web del departament de llengua de la Nació Osage.
L'osage és un alfabet no fonològic, que des d'una perspectiva tècnica es diu alfabet defectiu, perquè no distingeix el mode d'articulació, que és fonamental per a la fonologia osage.
Al febrer 2014 va celebrar una conferència pel creador de l'alfabet, Herman Mongrain Lookout, i el personal al Departament de Llengua de la Nació Osage, juntament amb l'expert d'UCS Michael Everson. Estableix una representació més detallada dels sons en osage i representa i documenta canvis en l'idioma osage. El resultat de la conferència va ser una reforma de l'escriptura; això incloïa la introducció de minúscules, supressió de dues lligadures, i l'addició d'almenys un nou caràcter.

## Lletres
Per a la pronunciació de les lletres de l'alfabet, vegi Osage#Fonètica o en els enllaços següents.
Les vocals són els següents:
No és clar que és la vocal "ə", ja que no és fonèmica en osage, però pot aparèixer nasalitzada (no es mostra). L'a ve del llatí ⟨A⟩ (sense el travesser, com en el logo NΛSΛ), e del llatí ⟨a⟩ (cursiva, la lletra anglesa a es pronuncia com l'osage e). La font d'i és fosca, encara que en llatí ⟨I⟩ apareix en el diftong ai.
Les consonants són les següents:
L'alfabet no distingeix ejectiva, fortis, i la sèrie lenis d'obstruents. Les sèries aspirades s'escriuen com a seqüències 
tx i kš. L'ús de ky i hy no és clar.
La font de p és llatí ⟨P⟩, la de t és llatí ⟨D⟩ (una transcripció alternativa de l'osage t), č és per ⟨Ch⟩', 'k de ⟨K⟩. C és de ⟨T⟩ i l'osage s. S i z són les meitats superiors de ⟨S⟩ i ⟨Z⟩; S i z es deriva de l'addició d'una cua a les lletres plenes, igual que el llatí ⟨ʒ⟩. Br, st, sk són lligadures d'aquestes lletres m, n, i l semblen en cursiva, i ð és una lligadura de ⟨th⟩, que és com sovint es transcriu. W és una parcial ⟨w⟩. X podria ser una ⟨x⟩ cursiva; h és obscura.

## Puntuació
Les paraules estan separades per un espai, les síl·labes per un punt final.